# Gavina vulgar
La gavina vulgar o gavina riallera i baldritxa o gallineta de mar a les Balears (Chroicocephalus ridibundus, o Larus ridibundus) és l'espècie de gavina de la família dels làrids més comuna a les nostres costes durant els mesos freds, ja que és en aquesta època quan arriben grans quantitats d'exemplars provinents del nord d'Europa per hivernar a les nostres contrades, força més càlides, les quals s'afegeixen a la nostra petita població indígena resident.

## Morfologia

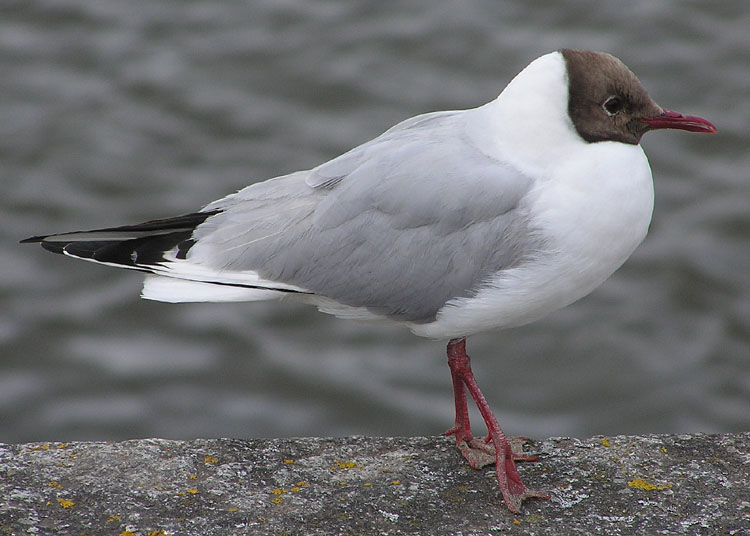
A l'estiu, a les contrades nord-europees

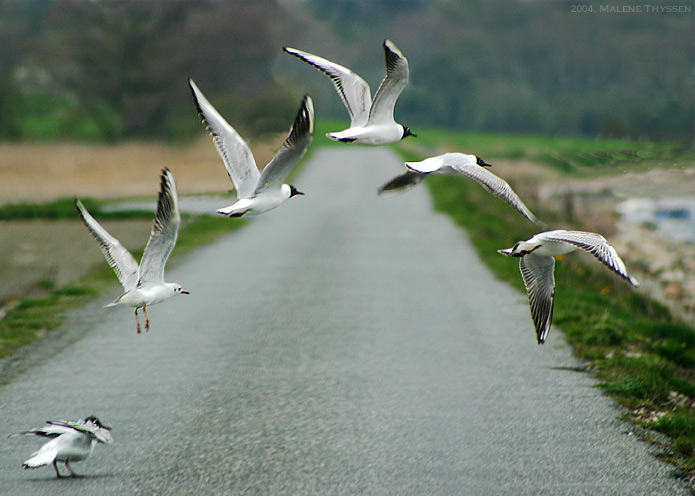
En època intermèdia, prenent el vol

Mesura entre 54-60 cm i pesa entre 210 i 300 grams. És de color blanc amb les ales grises perla excepte l'extremitat negra. El cap és negre excepte a l'hivern en què és blanca amb una taca negrosa darrere l'ull. Les potes són taronja o vermell-taronja. El bec és vermell. És molt curiós que el plomatge hivernal que presenten mentre resten aquí, amb el cap blanc i tan sols unes petites taques fosques al costat de l'ull, és ben diferent del que tenen a l'estiu en els seus llocs d'origen, que es caracteritza pel color marró fosc del cap amb una estreta orla blanca envoltant l'ull.

## Ecologia
A Europa, es troba arreu excepte en el nord d'Escandinàvia. Sedentari a la Gran Bretanya i als països mediterranis, és un ocell migratori, a l'hivern se'ls troba del mar Bàltic fins al mar Mediterrani, inclòs les costes de l'Àfrica del nord. També s'han trobar exemplars a les costes del Canadà. Present tot l'any a Catalunya. Es tracta d'un hivernant molt abundant i estiuejant força escàs. Viu a prop de poblacions costaneres i fluvials. Durant tot el dia, especialment les primeres i darreres hores de llum, es veu un gran pas d'individus riu amunt i riu avall.
És un ocell bàsicament oportunista, gairebé carronyaire, que busca petits invertebrats i deixalles per les ciutats. Sempre van en grups d'entre 10 i 20 exemplars. Té un crit ronc i sonor. És omnívora. Principalment s'alimenta d'animals i insectes, com escarabats, libèl·lules, cargols, peixos, cucs, però igualment vegetals i deixalles.
Les cries, dites gavinons, tarden 2 anys a arribar a la pubertat. La femella pon anualment 3 ous d'uns 5 cm d'abril a juliol. El niu és de construcció variada, és fet de materials vegetals posats sobre mates de per exemple de càrex o de joncs. Els dos pares coven els ous durant 22-25 dies. Els fills s'independitzen al cap de 4-6 setmanes.
Pel que fa a Catalunya, els primers exemplars es poden començar a observar a partir de la fi de setembre o principi d'octubre. Alguns anys tarden més que uns altres, però quan arriben, tots amb el cap blanc, immediatament arriba el fred. Per contra, a la fi de febrer, comencen a veure's animals amb el cap fosc i ja se'n van els primers en direcció al nord d'Europa, el gruix de la població ho fa normalment durant el mes de març i, de vegades, no parteixen fins ben entrat el mes d'abril.